# خضر عدنان
خضر عدنان محمد موسى (24 مارس 1978 - 2 مايو 2023)، كان أسيرًا فلسطينيًا ومضربًا عن الطعام وكان قد اعتُقل 12 مرة ووضع رهن الاعتقال الإداري، وهو إجراء يسمح للسلطات الإسرائيلية باحتجاز الأشخاص لفترات قابلة للتجديد لمدة 6 أشهر دون توجيه اتهامات أو محاكمة. ذَاعَ صيتهُ عندما اعتُقل يوم 17 ديسمبر 2011 وسُجن بمركز تحقيق سجن الجلمة، وكانت هذه المرة الثامنة على التوالي التي يتعرض فيها للاعتقال، إذ قضى فترات اعتقاله ما بين الاعتقال الإداري والحكم. خاض إضراباً مفتوحاً عن الطعام في عام 2005 لمدة 12 يوماً نتيجة وضعه في عزل سجن كفار يونا ولم يوقف إضرابه إلا بعد أن رضخت إدارة السجن لمطلبه المتمثل بنقله إلى أقسام الأسرى العادية.
قررت المحكمة العليا الإسرائيلية الثلاثاء 21 فبراير إطلاق سراحه في أبريل 2012 بعد تدهور حالته الصحية جراء إضرابه عن الطعام والذي بدأه منذ أكثر من شهرين، أنهى عدنان على إثرها إضرابه عن الطعام. كان خضر عدنان قيادي بارز في حركة الجهاد الإسلامي في الضفة الغربية.
شكل إضراب خضر عدنان عن الطعام لمدة 56 يومًا والذي بدأه في 8 أيار 2015 ضغطًا على السلطات الإسرائيلية للإفراج عنه والتعهد بعدم اعتقاله إداريًا. قاد عدنان هذا الإضراب احتجاجاً على اعتقاله إداريا في 8 أيلول 2014 مدة 6 أشهر. أصدرت محكمة سالم قرارًا بإطلاق سراحه فورًا في تشرين الأول 2014، ورغم ذلك، اعترضت النيابية العسكرية على القرار لعدم استكماله محكوميته ما دفع المحكمة لتجديد اعتقاله في كانون الثاني 2015 ومرة أخرى في أيار من نفس العام ولمدة 4 أشهر. أُعلنَ في تاريخ 2 مايو 2023 عن وفاة الأسير القيادي في حركة الجهاد الإسلامي في فلسطين خضر عدنان بعد 86 يوماً على إضرابه المفتوح عن الطعام رفضًا لاعتقاله التعسفي. وبحسب صحيفة «يديعوت أحرونوت» العبرية، فقد عُثر على الشيخ خضر عدنان فاقداً للوعي داخل زنزانته ونُقِّل لمستشفى «أساف هروفيه»، ليُعلنَ عن وفاته بعد ذلك.

## النشأة
خضر عدنان من بلدة عرابة الفلسطينية الواقعة بالقرب من جنين في الضفة الغربية المحتلة، حيث كان يمتلك مخبزًا ومخزنًا لمنتجات متنوعة. وكان يعمل تاجرًا وخبازًا. حصل على درجة البكالوريوس في الرياضيات من جامعة بيرزيت. وفي عام 1996 عندما كان طالبًا انخرط في حركة الجهاد الإسلامي في فلسطين، وبعدها عمل متحدثًا باسم الحركة.
تزوج عدنان من رندة عدنان عام 2005، وفي ذلك الوقت كان قد أعُتقل خمس مرات بسبب انتمائه لحركة الجهاد الإسلامي في فلسطين. أخبر خضر عدنان زوجتهُ قبل زواجهما أن "حياته لم تكن طبيعية، وأنه قد يبقى لمدة 15 يومًا ثم يرحل مرة أخرى ويغيب لفترة طويلة". وأضافت زوجتهُ "كنت أحلم دائمًا بالزواج من شخص قوي، شخص يكافح من أجل الدفاع عن بلده".
أنجبت رندة عدنان ابنتين ولدتا عام 2012، وفي أواخر عام 2013 أنجبت ثلاثة توائم. وبحلول عام 2021 كان لدى زوجة خضر عدنان تسعة أطفال.

## الاعتقال
بلغ مجموع سنوات اعتقاله 9 سنوات. اعتقلت قوات الاحتلال خضر عدنان 12 مرة حتى استشهاده عام 2023، غالبيتها بأوامر اعتقال إداري.

### 2011
رفض خضر عدنان حضور مقابلة مع المخابرات الإسرائيلية أبلغ بها في أبريل من العام 2011، الأمر الذي شكّل تحدياً ورفضاً للسياسة الإسرائيلية. برر خضر موقفه أمام محامي مؤسسة الضمير: 

### اقتحام بيته
في تمام الساعة الثالثة والنصف فجراً يوم 17 ديسمبر 2011، اقتحمت قوة كبيرة من جيش الاحتلال منزله الكائن في بلدة عرابة قضاء مدينة جنين بطريقة همجية ودمرت ممتلكات خاصة وأجبرت سائق سيارة لبيع الخضار من البلدة بالسير في مقدمة القوة المقتحمة لاستخدامه درعًا بشريًا وهو مكبل اليدين ومعصوب العينين.
أرغم الجنود بائع الخضار على طرق باب المنزل حيث يعيش خضر في عمارة سكنية مع عائلته، لمعرفتهم بعلاقته الطيبة مع والد المعتقل خضر إذ كان بائع الخضار يمر يومياً على المنزل ليصطحبه إلى السوق. تسببت قوات الاحتلال في حالة من الرعب والخوف بعد اقتحامها لمنزل خضر عدنان وحاولت امتهان كرامته أمام ناظري طفلتيه.
بعد نصف ساعة من عملية الاقتحام، أخرج الجنود خضر عدنان من منزله تحت تهديد السلاح مكبل اليدين ومعصوب العينين، وسار به الجنود قرابة عشر دقائق إلى أن وصلوا إلى الحافلات العسكرية، وما أن بلغوها حتى انهالوا عليه بالضرب على رأسه ووجهه مدة ربع ساعة حتى وصلت الحافلات إلى مستعمرة «دوتان» وهناك رطموا رأسه بجدار ما تسبب له بجرح في الوجه والفم.

#### التحقيق
جرى التحقيق مع خضر عدنان في مركز تحقيق الجلمة حيث احتُجز من الساعة الثالثة والنصف فجرًا حتى الساعة الثامنة والنصف صباحاً.
تعرض خضر عدنان لشتائم كثيرة خلال جلسات التحقيق، وسأله المحققون في أول يوم أسئلة عامة وكان يجيب عليها، لكن وبسبب استمرار الشتائم قرر الامتناع عن الكلام كلياً بعد الجلسة الأولى وأعلن البدء بإضراب مفتوح عن الطعام.

## الإضراب عن الطعام
1. المحطة الأولى لمعركة الأمعاء الخاوية بدأها خضر عدنان مع مجموعة من المعتقلين من قطاع غزة عام 2005، واستمرت 25 يوماً ضد عزله انفراديّاً، وكان لهم ما طلبوا.
2. "خاض نهاية عام 2011 وبداية عام 2012 معركته الثانية بإضرابه الشهير الذي استمر 66 يوماً ضد اعتقاله الإداري، وتمكن فيه من انتزاع قرار بالإفراج عنه".
3. وفي عام 2015 أعلن إضرابه عن الطعام ضد إعتقاله الإداري واستمر الإضراب 58 يوماً.
4. وعام 2018، خاض إضراباً جديداً مدته 54 يوماً.
5. وعام 2021، خاض إضراباً استمر 25 يوماً، وخرج بعدها بـ5 أيام.
6. وكان يخوض في عام 2023 إضرابه السادس منذ 5 شباط/فبراير الماضي وحتى استشهادة بتاريخ 2 مايو 2023.

### مجريات إضرابه الشهير عام 2011-2012

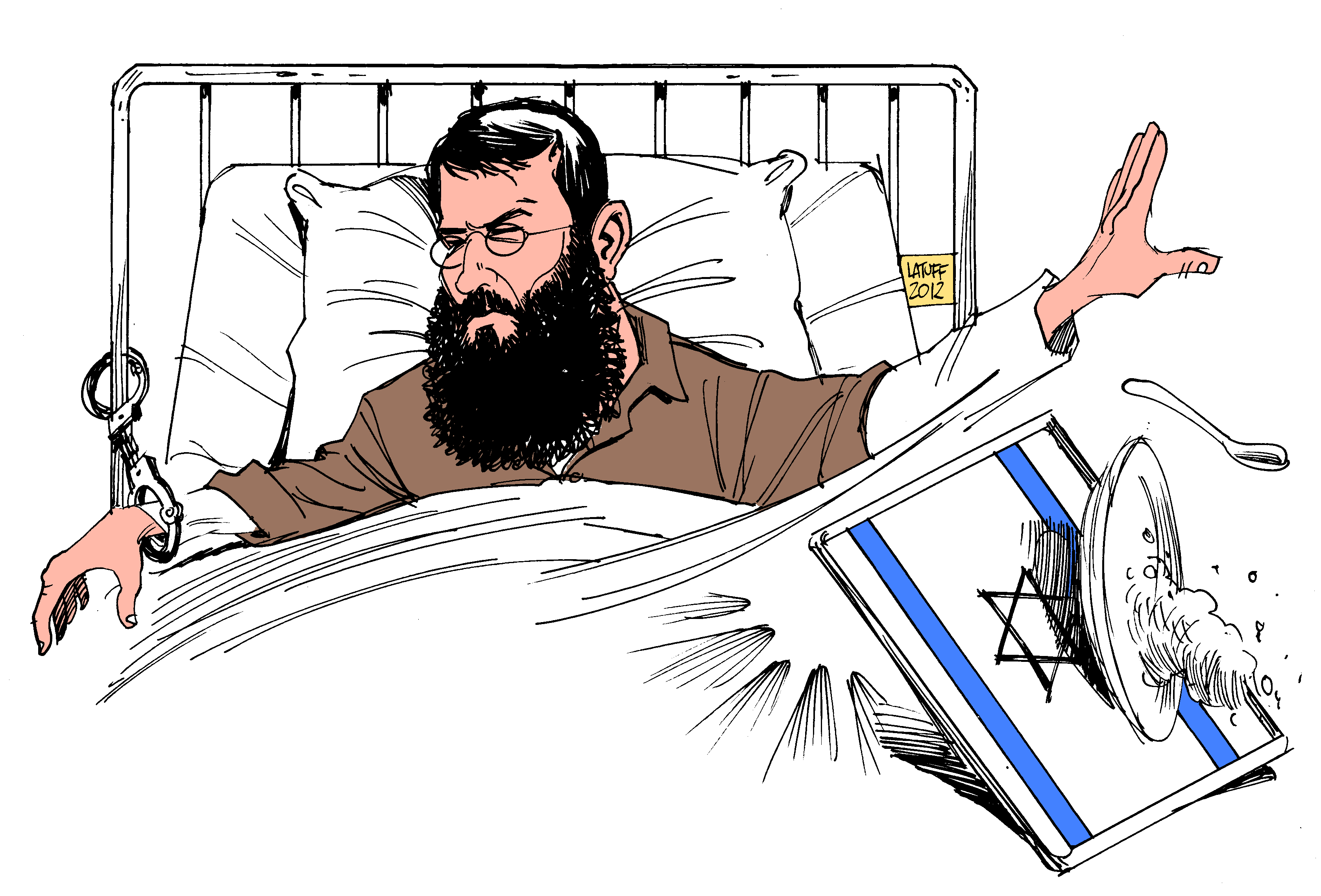
إضراب عدنان عن الطعام 2011-2012 كما صوره كارلوس لطّوف في رسم كاريكاتوري 2012

أفاد محامي مؤسسة الضمير سامر سمعان بعد زيارته له يوم 12 يناير 2012، أن المعتقل خضر يرفض تناول أي شيء إلا الماء ولا يُقدم له أي نوع من الأملاح أو الفيتامينات. وقال خضر لمحامي الضمير أنه ماضي في إضرابه مهما كانت النتائج مؤكداً أن نجاح الإضراب من فشله هو أمر نسبي 
هدده مدير مستشفى الرملة بأنه في وقت ما سيرغمونه على التغذية بالقوة بواسطة أنابيب "الزوندا" كما يٌعرفها الأسرى والتي تستخدم لكسر إضراب الأسير بإجباره على تناول الطعام " إذا ما استمر في إضرابه عن الطعام، وامتناعه عن إجراء الفحوصات الطبية ورفض العلاج والسوائل والحبوب للتغذية.
وكان خلال فترة إضرابه الأول عام 2012 يتعرض للمراقبة الدائمة بواسطة كاميرات مراقبة وعندما لا يتحرك بالليل يحضر السجانون إلى غرفته ويطرقون الباب للتأكد أنه مازال حياً.
وكانت مؤسسة الضمير لرعاية الأسير وحقوق الإنسان قد دعت إلى أوسع حملة شعبية للتضامن من المعتقل خضر عدنان وعملت على مطالبة المؤسسات الحقوقية والإنسانية الدولية في مقدمتها اللجنة الدولية للصليب الأحمر التدخل العاجل لدى سلطات الاحتلال للإفراج فوراً عن السيد خضر وضمان سلامته.

#### العزل الانفرادي

رسومات جدارية لخضر عدنان على حائط بجانب ساحة المنارة في رام الله

في اليوم الرابع للتحقيق- يوم الأربعاء- ونظراً لاستمرار خضر بالإضراب عن الطعام والكلام قام مدير السجن بمعاقبته بالعزل في زنازين العزل الانفرادي لمدة 7 أيام، وبمنعه من زيارة الأهل لمدة 3 أشهر، على الرغم أن المعتقل في فترة التحقيق لا يحق له الزيارة بموجب الأوامر العسكرية المطبقة على الأرض الفلسطينية المحتلة، نقل بعدها إلى القسم (3) في مركز تحقيق وتوقيف «سجن الجلمة» المخصص للسجناء الجنائيين الإسرائيليين.
يقول خضر عن ظروف احتجازه بتلك الزنزانة «الإضاءة فيها متواصلة - على مدار الساعة وقوية حادة – صراخ دائم من قبل السجناء الجنائيين وقد دخلت قوة من السجانين وفتشوا الزنزانة وفتشوني تفتيشاً عارياً».

#### المستشفى
خرج من سجن الجلمة وهو ممتنع عن الطعام والكلام، وفي اليوم الثالث عشر للاعتقال وفي 30 ديسمبر 2011، نقل المعتقل خضر عدنان إلى قسم العزل في مستشفى الرملة ليحتجز في زنزانة باردة.
يوم 10 يناير 2012 نقل إلى محكمة سجن «عوفر» وهناك أبلغوه بأن المخابرات الإسرائيلية طلبت من القائد العسكري للمنطقة إصدار أمر اعتقال إداري بحقه لمده أربع شهور تبدأ من تاريخ 8 يناير 2012 إلى غاية 8 من مايو 2012، غير أن قاضي المحكمة لم يبت بأمر الاعتقال أي أنه لم يثبت أمر الاعتقال الصادر عن القائد العسكري وأرجئ المحاكمة إلى يوم 30 يناير 2012.

#### المظاهرات والإضرابات التضامنية

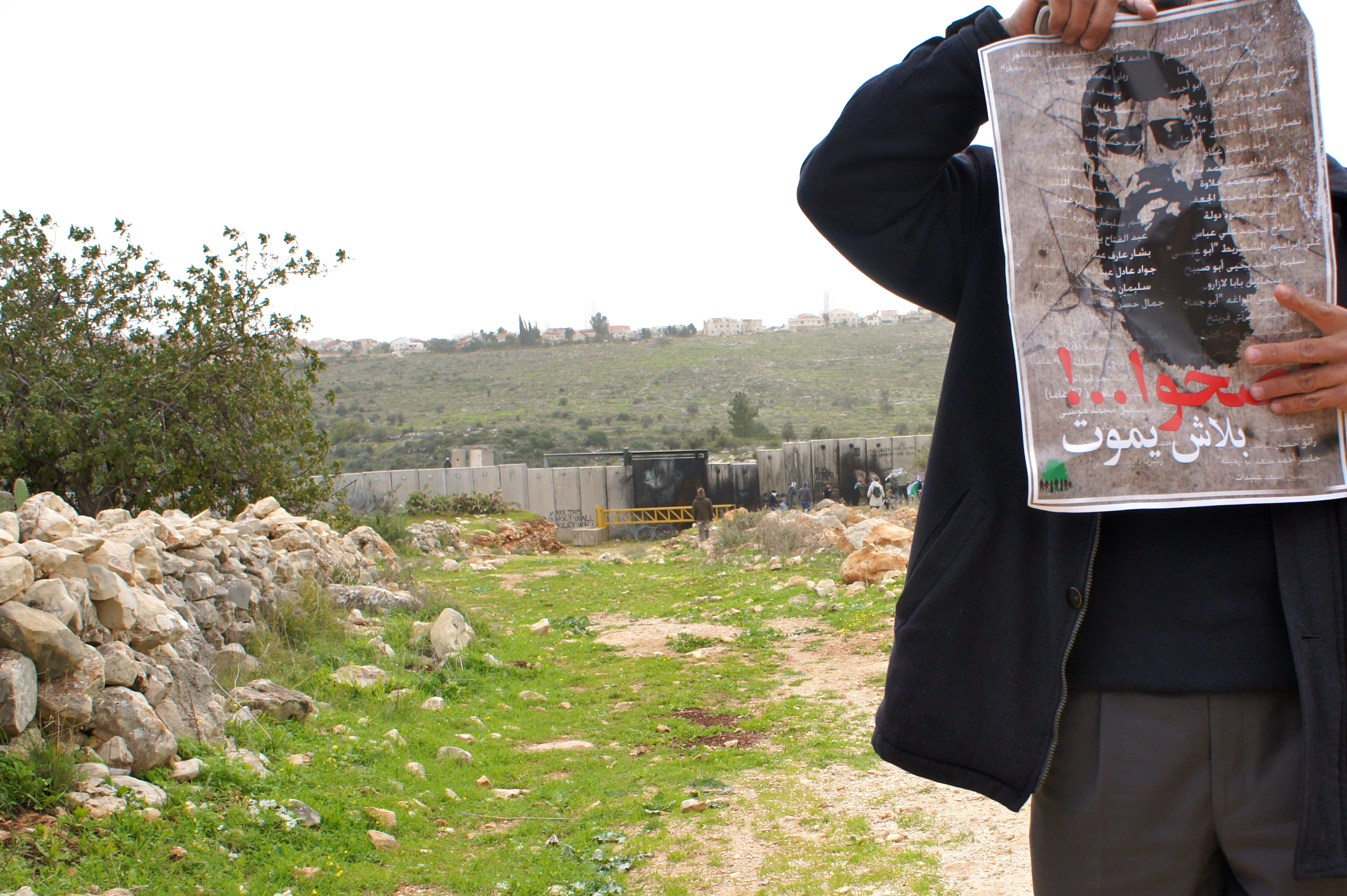
مظاهرة مؤيدة لعدنان في نعلين في 17 فبراير 2012.

أدى إضراب خضر عن الطعام عام 2012 إلى مظاهرات في الضفة الغربية وقطاع غزة، وانضم مئات الأسرى الفلسطينيين إلى الإضراب عن الطعام تضامناً مع. وبدأ موسى عدنان، والد عدنان، إضرابًا مفتوحًا عن الطعام في 6 فبراير من العام نفسه، حيث قال لوكالة معا الإخبارية إنه "سيمكنه من دعم ابنه وفهم ألمه". كانت مسقط رأسه عرابة في المركز الأول من المظاهرات، مع متظاهرين متضامنين يخيمون خارج منزله، وقام عدد من المسؤولون الفلسطينيون والأجانب بزيارة بيته للاستفسار عن أوضاع عدنان الصحية. وتظاهر حوالي 50-60 فلسطينيًا خارج كنيسة المهد في بيت لحم للتضامن مع عدنان في 8 فبراير من عام 2012.

#### إيقاف الإضراب
أوقف إضرابه عن الطعام الذي استمر ستة وستين يوما يوم 22 فبراير 2012 م، وقد أُوْقِف الإضراب بعد صفقة مع النيابة العسكرية الإسرائيلية تقضي بالإفراج عنه في أبريل/نيسان 2012 اعتقلته الشرطة الإسرائيلية في 13 يوليو، وذلك بعد الإفراج عنه بيوم واحد وكان السبب بحسب المتحدثة باسم الشرطة أنه لا يحق له أن يكون في القدس القديمة، إذ يحق ذلك فقط لسكان الضفة الغربية الذين يتجاوز عمرهم 50 عامًا وهو بالغ من العمر 37. وأفرجت عنه الشرطة بعد ساعات من اعتقاله حيث أعيد إلى الضفة الغربية عبر معبر بيتونيا.

## استشهاده
تُوُفِّيَ خضر عدنان في سجون الاحتلال الإسرائيلي يوم الثلاثاء الموافق 2 مايو 2023 خلال إضرابه عن الطعام رفضًا لاعتقاله ورفضًا للتهم الموجهة إليه للمرّة الثانية عشر خلال السنوات الأخيرة، تُوُفِّيَ بعد إضراب عن الطعام دام 87 يومًا عن عمر يناهز 45 عامًا. كان عدنان أول أسير فلسطيني يموت من إضراب عن الطعام منذ عام 1992.
وكان قد كتب في وصيته:

### ردود الفعل
- الأمم المتحدة: دعا نائب المتحدث باسم الأمين العام للأمم المتحدة إلى إجراء تحقيق شامل، وقال إن الأمين العام "يكرر دعوته لإسرائيل لوضع حد لممارسة الاعتقال الإداري. ويجب توجيه تهم فورية لجميع المحتجزين إدارياً ومحاكمتهم أمام القضاء. أو أطلق سراحهم دون تأخير [25]".
- حركة الجهاد الإسلامي في فلسطين: نعت حركة الجهاد الإسلامي في فلسطين، اليوم الثلاثاء، الشهيد الشيخ القائد خضر عدنان محملة الاحتلال “الإسرائيلي” المسؤولية الكاملة عن هذه الجريمة التي ارتكبها أمام العالم، مؤكدة أنها لن تمر دون رد. وقالت الحركة في بيان لها: “في مسيرتنا الطويلة نحو القدس سنفقد الكثير من الرجال الشجعان والكثير من القادة والمقاتلين، والقائد المجاهد الشيخ خضر عدنان كان واحداً من الذين فتحوا طريقاً عريضا لكل الذين ينشدون الحرية في فلسطين والعالم”. وأضافت “ارتقى الحر البطل خضر عدنان شهيداً في جريمة ارتكبها العدو أمام مرأى العالم الذي يوافق على الظلم والإرهاب ويحميه ويوفر له الغطاء”.[26]

- وزارة الخارجية والمغتربين الفلسطينية: قالت بإنَّ استشهاد الشيخ عدنان يمثل جريمة قتل متعمدة ومكتملة الأركان، بدءًا من اعتقاله الإداري دون تهمةٍ أو محاكمةٍ أو سقفٍ زمنيٍّ، مرورًا بتجاهل جميع الدعوات والمطالبات بالإفراج عنه، وليس انتهاءً بإهمال حالته الصحية ووضعه في المركز الصحي داخل السجن في ظروف صحية لا تليق بكرامة الإنسان، وصولًا إلى استشهاده، ومن الواضح أنَّ الشيخ عدنان قد تعرّض لعملية إعدام بطيء وممنهج بغرض كسر عزيمة الأسرى الفلسطينيين القابعين في سجون الاحتلال.[27]
- وصفت منظمة بتسيلم الحقوقية الإسرائيلية إضرابه عن الطعام بأنه "شكل من أشكال الاحتجاج السلمي على اعتقاله وظلم الاحتلال. حقيقة أن الشخص الذي كانت حياته معرضة للخطر ظل في السجن رغم الطلبات المتكررة بنقله إلى السجن". مستشفى يعكس التجاهل المطلق الذي تنتهجه إسرائيل لحياته ". تدرك مسؤولياتها الأخلاقية والقانونية تجاه الشعب الفلسطيني، وخاصة الأسرى السياسيين الفلسطينيين الأسرى في سجون الاحتلال غير الشرعية ".[28]

### اشتباكات غزة-إسرائيل (مايو 2023)
أطلق مسلحون في غزة أكثر من عشرين صاروخًا على إسرائيل، واندلعت اشتباكات بين الفلسطينيين والقوات المسلحة الإسرائيلية في الضفة الغربية مع انتشار أنباء مقتل عدنان والدعوة إلى إضراب عام في الأراضي المحتلة. ورداً على إطلاق الصواريخ، قصفت الطائرات الحربية الإسرائيلية أهدافاً في غزة في وقت متأخر من يوم الثلاثاء الموافق 2023/05/02. وطبقاً لوزارة الصحة الفلسطينية، قتل رجل يبلغ من العمر 58 عامًا وأصيب خمسة آخرون نتيجة القصف الإسرائيلي لقطاع غزة.